# Bathygenys
Bathygenys  es un género extinto de mamífero herbívoro de la familia Merycoidodontidae (oreodonte), endémico de América del Norte  que vivió en el  Eoceno superior y el Oligoceno inferior  hace entre  38—33,3 millones de años aproximadamente.
Bathygenys fue un rumiante devorador de plantas con un cuerpo pesado, cola larga, patas cortas y pezuñas de cuatro dedos.

## Taxonomía
Bathygenys fue nombrado por  Douglass (1901). Fue asignado a Merycoidodontidae por Douglass (1901) y Lander (1998). Es sinónimo de Parabathygenys.

## Morfología
M. Mendoza analizó cuatro especímenes para determinar su  masa corporal y se estima que tienen un peso de :
- Espécimen 1: 8.53 kg (18.8 lbs).
- Espécimen 2: 6.87 kg (15.1 lbs).
- Espécimen 3: 5.58 kg (12.3 lbs).
- Espécimen 4: 6.20 kg (13.6 lbs).[4]

## Distribución fósil
Los fósiles están extendidos a través del oeste de los Estados Unidos.

## Especies
- B. alpha (sin. Megabathygenys goorisi) (especie tipo)
- B. hedlundae (sin. Parabathygenys paralpha)
- B. reevesi